# Зимна Вода (Підкарпатське воєводство)
Зимна Вода (пол. Zimna Woda) — село в Польщі, у гміні Ясло Ясельського повіту Підкарпатського воєводства.
Населення — 373 особи (2011).
У 1975—1998 роках село належало до Кросненського воєводства.

## Демографія
Демографічна структура станом на 31 березня 2011 року:
|          | Загалом | Допрацездатний вік | Працездатний вік | Постпрацездатний вік |
| -------- | ------- | ------------------ | ---------------- | -------------------- |
| Чоловіки | 179     | 40                 | 123              | 16                   |
| Жінки    | 194     | 40                 | 112              | 42                   |
| Разом    | 373     | 80                 | 235              | 58                   |